# Zličín metróállomás
Zličín egy metróállomás Prágában a prágai B metró vonalán.

## Szomszédos állomások
A metróállomáshoz az alábbi állomások vannak a legközelebb:
- Stodůlky (Černý Most)

## Átszállási kapcsolatok
| B (Zličín ↔ Černý Most) | |                         |
| Állomás                 | Átszállási kapcsolatok | Fontosabb létesítmények |
| Zličín                  | 100, 130, 164, 180, 257, 306, 307, 308, 309, 310, 311, 336, 347, 358, 380, 384, 386, 952, 957, GLOBUS, Távolsági buszok P+R |                         |